# The River (1984)
The River is een Amerikaanse dramafilm uit 1984 in regie van Mark Rydell met Sissy Spacek, Mel Gibson en Scott Glenn in de hoofdrollen. De film vertelt het verhaal van een boerenfamilie in Tennessee wiens boerderij ligt in de vallei van de Tennessee River. Het gezin zit op de rand van het bankroet, en wordt bijkomend geteisterd door de weersomstandigheden en de vervaarlijke rivier.  De vader komt na een door felle regenval verloren oogst voor het dilemma of hij in uiterste geldnood een job zal aannemen in een staalbedrijf en daar als stakingsbreker te werk gesteld zal worden of niet.

## Rolverdeling
| Acteur             | Personage          |
| ------------------ | ------------------ |
| Mel Gibson         | Tom Garvey         |
| Sissy Spacek       | Mae Garvey         |
| Shane Bailey       | Lewis Garvey       |
| Becky Jo Lynch     | Beth Garvey        |
| Scott Glenn        | Joe Wade           |
| Don Hood           | senator Neiswinder |
| Billy "Green" Bush | Harve Stanley      |
| James Tolkan       | Howard Simpson     |

## Erkenning
Op de 57ste Oscaruitreiking op 25 maart 1985 werd Sissy Spacek genomineerd voor de Oscar voor beste vrouwelijke hoofdrol, Vilmos Zsigmond voor de Oscar voor beste camerawerk, Nick Alphin, Robert Thirlwell, Richard Portman en David M. Ronne voor de Oscar voor beste geluid en John Williams voor de Oscar voor beste originele muziek. Kay Rose won de Oscar voor beste geluidseffectbewerking. 